# Attenuazione
L'attenuazione in fisica è la riduzione di intensità di un flusso di qualunque genere che attraversa un mezzo ovvero la perdita di energia nel tempo e nello spazio da parte di un sistema o fenomeno fisico. Nella propagazione di onde l'attenuazione corrisponde ad una riduzione di ampiezza in funzione della distanza percorsa nel mezzo, dovuta in genere alla cessione di energia dell'onda al mezzo di propagazione. Il suo corrispettivo nei sistemi meccanici è la dissipazione o assorbimento di energia meccanica in energia termica per effetto dell'attrito.

## Descrizione
Il concetto può essere applicato a diversi sistemi fisici. Per esempio in ottica si parla di attenuazione della luce in propagazione dalla sorgente luminosa al punto di osservazione o del segnale laser in una fibra ottica per effetto dell'assorbimento ottico, in sismologia di attenuazione delle onde sismiche propagantesi nel terreno, in acustica di attenuazione per le onde sonore per effetto dell'assorbimento acustico e in generale di un'onda di pressione, in elettronica per i segnali elettrici in un circuito elettrico o di attenuazione dell'energia elettromagnetica nella trasmissione in un ponte radio o in generale in una radiocomunicazione, anche se in questo caso il motivo della perdita di potenza non si deve a perdite in dispositivi elettronici. Allo stesso modo il moto o oscillazione libera del pendolo si attenua, dissipa o smorza nel tempo per effetto dell'attrito sul perno o centro di oscillazione (oscillatore armonico smorzato).
È un effetto tipicamente sempre presente in tutti i sistemi fisici reali essendo una conseguenza della dissipazione o assorbimento di energia in un fenomeno propagativo attraverso un qualsiasi mezzo di propagazione. Se da una parte l'attenuazione è un effetto desiderabile nei fenomeni naturali per non incorrere in quantità di energia pericolose per l'incolumità delle infrastrutture umane, in molte applicazioni tecnologiche come i sistemi di telecomunicazioni è un effetto del tutto indesiderato che va in qualche modo compensato, tipicamente con l'uso di amplificatori di segnale.
Tipicamente in natura si osservano spesso attenuazioni di tipo esponenziale con un coefficiente di attenuazione specifica dipendente dal mezzo oppure quadratiche. Per il principio di conservazione dell'energia l'energia dissipata nei fenomeni di attenuazione viene convertita in altra forma, tipicamente energia termica.

## In elettronica
In elettrotecnica ed elettronica s'intende per attenuazione la diminuzione in ampiezza che subisce un segnale che passa in un circuito, in dipendenza delle sue caratteristiche e di quelle del circuito che attraversa.
Alternativamente la misura dell'attenuazione è definita dal rapporto fra la potenza del segnale all'uscita del circuito e la sua potenza (o livello) all'entrata dello stesso.
Risulta più comodo riferirsi a questo rapporto in unità logaritmiche:
{\displaystyle A^{*}=\;-\log _{10}\;(P_{out}/P_{in})}
dove A* è l'attenuazione, {\displaystyle P_{out}} la potenza in uscita e {\displaystyle P_{in}} la potenza in ingresso.
L'attenuazione si misura generalmente in decibel (simbolo dB), che corrisponde a 10 volte il rapporto logaritmico:
{\displaystyle A=\;-\;10\;\log _{10}\;(P_{out}/P_{in})}
Ciò vuol dire che la potenza in ingresso decade esponenzialmente nella potenza in uscita.

### Esempio
Come esempio un segnale elettrico che attraversando un circuito si riduce in potenza del 50% si attenua di circa 3 dB, mentre un'attenuazione di 10 volte corrisponde esattamente a 10 dB, ed un'attenuazione di 1000 volte a circa 30 dB.
La potenza di un segnale è pari al quadrato dell'ampiezza della tensione diviso l'impedenza. Se non vi sono variazioni di impedenza tra l'ingresso e l'uscita del circuito, il rapporto di potenza è equivalente al rapporto dei quadrati delle ampiezze. Considerato che {\displaystyle \log _{10}(x^{a})=a\cdot \log _{10}(x)}, l'attenuazione vale:
{\displaystyle A=\;-\;20\;\log _{10}\;(V_{out}/V_{in})}
dove A è l'attenuazione espressa in decibel.